# Rankin (U-Boot)
Die HMAS Rankin (SSG 78) ist das sechste und letzte gebaute U-Boot der australischen Collins-Klasse.
Das Schiff trägt den Namen des Marineoffiziers Robert William Rankin. Der australische Lieutenant Commander (Korvettenkapitän) fiel 1942 nach der Schlacht in der Javasee auf der Sloop Yarra.
Das U-Boot wurde 1995 in Osborne bei Adelaide auf Kiel gelegt und 2003 in Dienst gestellt.